# Promoción de enfermedades

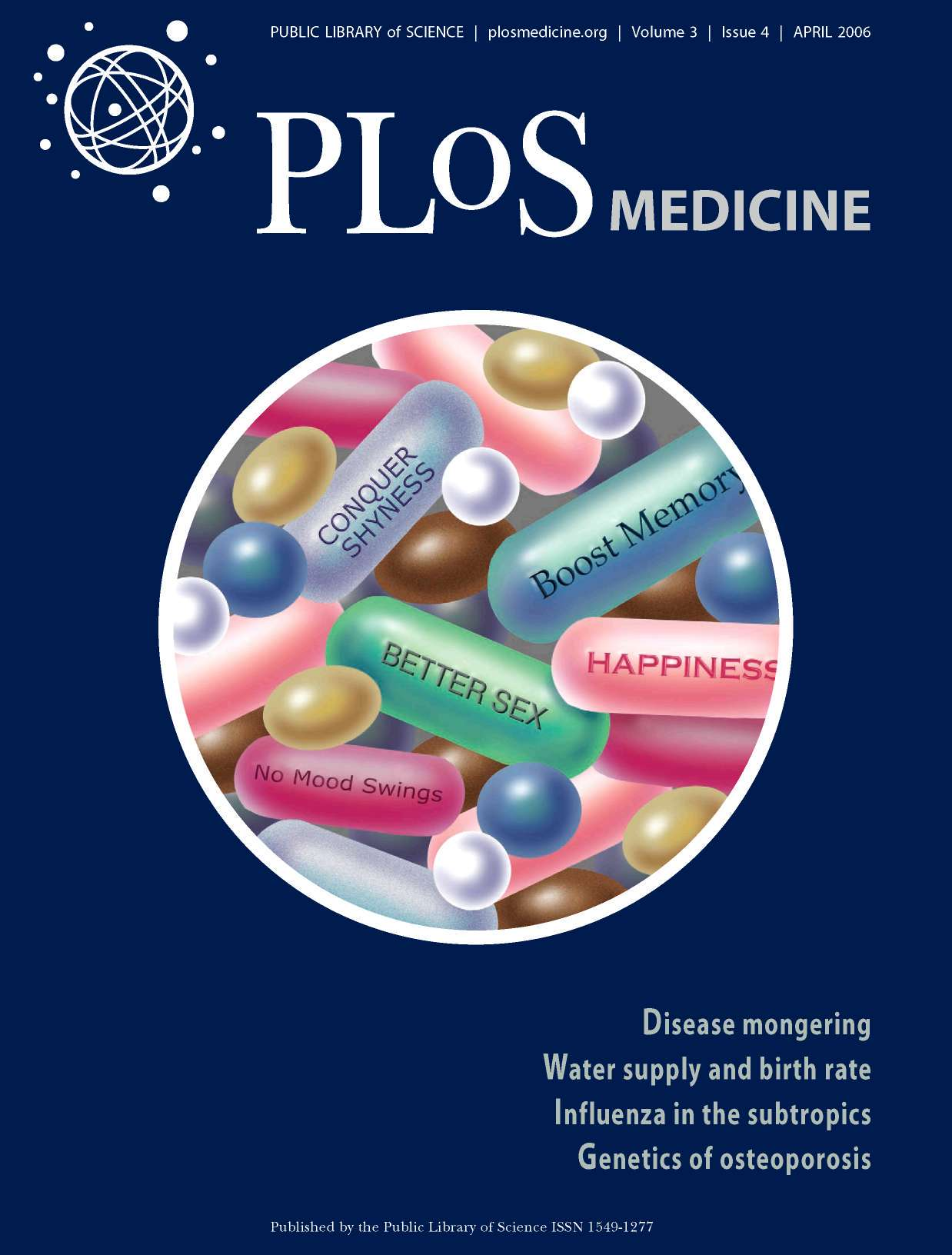
Portada del monográfico publicado en PLoS - Medicine

Promoción de enfermedades (en inglés disease mongering, y también traducida como tráfico de enfermedades) es una expresión recientemente introducida en la literatura médica, que se refiere al esfuerzo que realizarían las compañías farmacéuticas por llamar la atención sobre trastornos o enfermedades frecuentemente inofensivas con objeto de incrementar la venta de medicamentos mediante campañas publicitarias, visitadores médicos, estudios que intentan medicalizar cualquier dolencia, etcétera.
Las compañías que supuestamente la practican suelen alegar que sus campañas se limitan a informar al público sobre las opciones disponibles, que se deben a un motivo ético, mejorar la salud del público, y que la terapia que se decida es en último término resultado de la negociación entre el paciente y su médico. Los oponentes, por el contrario, opinan que esta práctica sólo conduce a la designación como enfermedades a trastornos que no lo merecen y a la prescripción innecesaria de tratamientos, que el único motivo es la ganancia crematística, y que llega a ser dañina para la salud pública, además de representar un gasto injustificado para los bolsillos privados y para los sistemas públicos de salud.
La expresión ha venido siendo usada a la vez por el tipo de grupos que niegan validez a la psiquiatría médica, como el movimiento de la antipsiquiatría y la secta de la cienciología.

## Historia
La práctica de la publicidad de los remedios farmacéuticos ante el público general no es reciente. El psicólogo William James se refería a ella como «la aberración de la propaganda médica» y declaró en 1894 que «los autores de esos anuncios deberían ser tratados como enemigos públicos, y no recibir cuartel». Desde hace décadas las compañías farmacéuticas invierten más en marketing, que en ningún otro capítulo de gastos. Las diez mayores compañías farmacéuticas invirtieron en los 1990 aproximadamente un 35% en marketing y administración, frente a entre 11 y un 14% en investigación y desarrollo, a la vez que obtenían entre un 19% y un 25% de beneficios respecto a las ventas.
La expresión fue acuñada por una periodista especializada, Lynn Payer, en su libro de 1992 titulado «Promotores de enfermedades: lo que hacen los médicos, las compañías farmacéuticas y las aseguradoras para que se sienta usted enfermo.» Payer definió el concepto como «tratar de convencer a gente que está esencialmente bien, de que está enferma, y a gente que está algo enferma de que está muy enferma».

## Estrategias de invención de enfermedades y enfermos
Hay cinco estrategias conocidas:

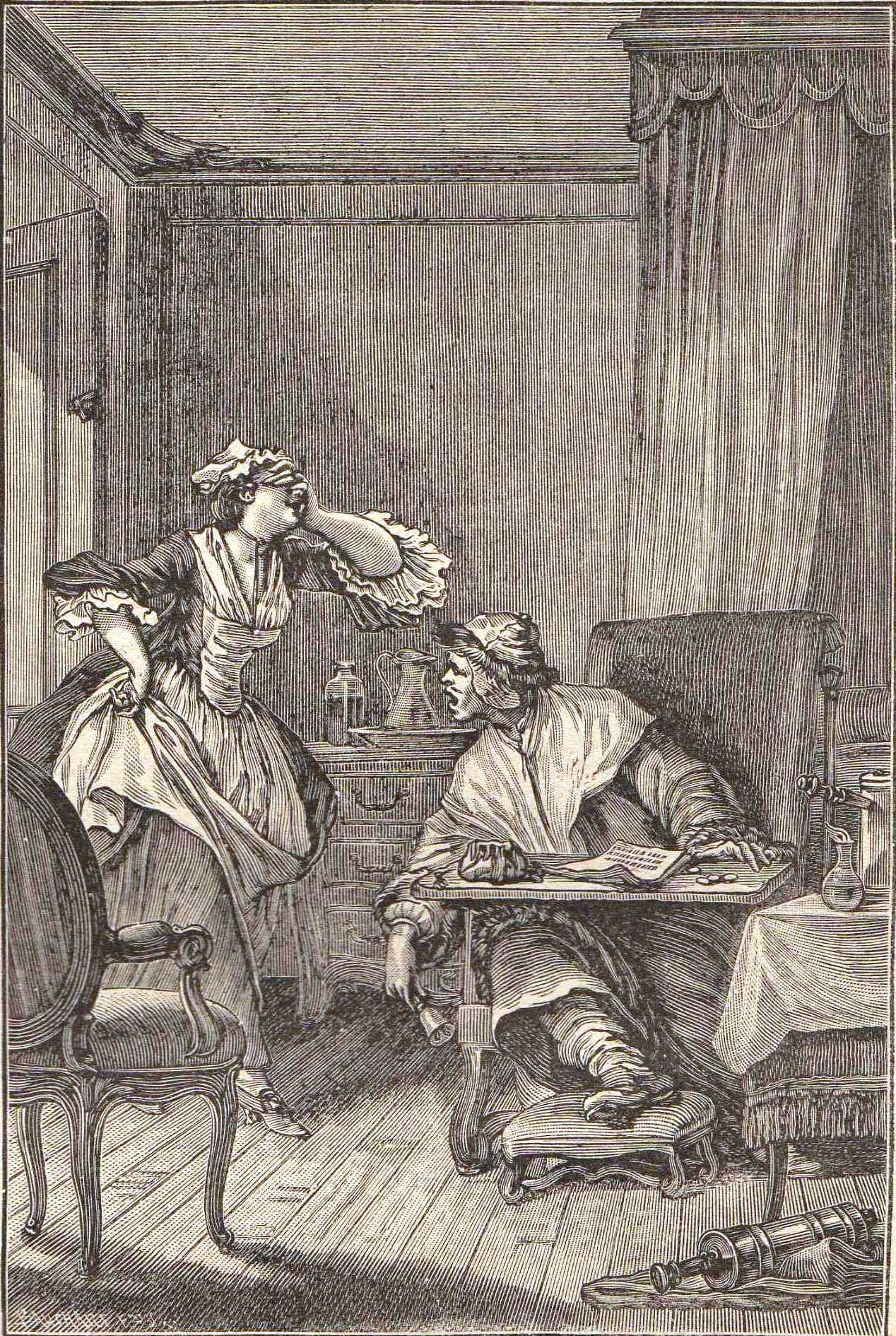
La enferma imaginaria (Le Malade imaginaire) grabado de Jean-Michel Moreau.

1. Redefinir y aumentar la prevalencia de las enfermedades. Ejemplo: afirmar que la prevalencia de la disfunción sexual femenina es de un 43%.
2. Promocionar el tratamiento de problemas leves o de mediana gravedad como indicios de enfermedades más graves. Ejemplo: el síndrome del intestino irritable; o la ansiedad.
3. Transformar los riesgos en enfermedades. Ejemplo: la osteoporosis, el síndrome por déficit de testosterona.
4. Aumentar la preocupación sobre futuras enfermedades en poblaciones sanas. Ejemplo: la osteopenia.
5. Convertir los problemas personales y sociales en trastornos de salud diagnosticables y con necesidad de tratamiento. Ejemplo: convertir la timidez en fobia social.

## Campañas de sensibilización
La forma que toma la promoción de las ventas farmacéuticas es a menudo las «campañas de concienciación sobre enfermedades (disease awareness)» que normalmente pasarían inadvertidas. En algunos casos la enfermedad o el riesgo para el que se promueve vigilancia o tratamiento, es objeto legítimo de preocupación, pero las compañías financian la campaña de la manera que mejor se adecúa a sus propios intereses, a menudo conduciendo a situaciones de alarma y de sobrediagnóstico. Esta es la interpretación que se le ha dado al crecimiento espectacular de diagnósticos de trastorno bipolar en Estados Unidos, a menudo al margen de los rasgos definitorios estandarizados, y en clases de edad, como niños muy pequeños, en los que no se ha definido su validez.

## Ampliación del concepto de enfermedad
Los implicados promueven sus intereses, que están en la venta de bienes y servicios, presentando indebidamente como enfermedades procesos normales, como la menopausia o el embarazo; estados emocionales, como el aburrimiento, la timidez o el llamado síndrome postvacacional; o factores de riesgo, como el colesterol. Medicalizando innecesariamente factores normales en las circunstancias de la vida moderna.

## Soluciones ante la promoción de enfermedades
- La unión de los médicos, las organizaciones profesionales y científicas con una actitud de sentido común, serenidad y ciencia, para dar una respuesta clara y única ante las campañas de medicalización.
- Alertar a la población acerca de la respuesta con “sentido común” para contrarrestar las campañas de pánico o miedo.
- Recordar que el derroche de recursos para un problema menor, implica el abandono de otros problemas de salud más graves a los que se deja sin atender.
- Fomentar la toma de decisiones políticas y económicas en la inteligencia sanitaria basada en pruebas científicas.
- Análizar los errores de la gestión política ante campañas de medicalización.[13]
- Denunciar públicamente a los responsables de la promoción de enfermedades, ya sean individuos, empresas o instituciones públicas o privadas.[14]